# Кариђе Алта (Гросето)
Кариђе Алта је насеље у Италији у округу Гросето, региону Тоскана.
Према процени из 2011. у насељу је живело 19 становника. Насеље се налази на надморској висини од 62 м.